# Wóz dowodzenia BRDM–5
Wóz dowodzenia BRDM R–5 – pojazd mechaniczny wyposażony w zespół technicznych środków łączności i stanowiska pracy, zapewniające dowodzenie podległymi wojskami.

## Charakterystyka
Wóz dowodzenia BRDM R–5 zamontowany jest na podwoziu samochodu rozpoznawczego BRDM-2. Jest  przystosowany do normalnej pracy bojowej, a ponadto zawiera zespół środków łączności, pozwalający na utrzymanie ciągłej łączności radiowej w składzie elementu rozpoznawczego. Ma on możliwość podłączenia dwóch dalekosiężnych telefonicznych linii zewnętrznych lub dwóch punktów wynośnych do zdalnego sterowania środkami radiowymi.
Wyposażenie
- Radiostacja pokładowa KF R–130 z anteną qasimagnetyczną, do utrzymania łączności z przełożonym;
- radiostacja UKF R–123M do utrzymania łączności z podwładnymi;
- Odbiornik radiowy UKF R–323 do nasłuchu w sieci radiowej współdziałania
- Odbiornik radiowy UKF lotniczy R–870M do nasłuchu w sieci radiowej lotnictwa rozpoznawczego, dla odbioru poleceń i danych dodatkowych do rozpoznania.